# 구도 미쓰테루
구도 미쓰테루(일본어: 工藤 光輝, 1991년 8월 23일 ~ )는 일본의 전 축구 선수이다.

## 구단 경력
과거 콘사돌레 삿포로, SC 사가미하라, 그루자 모리오카에서 활동하였다.